# Oudenbos
 (août 2021).
Si vous disposez d'ouvrages ou d'articles de référence ou si vous connaissez des sites web de qualité traitant du thème abordé ici, merci de compléter l'article en donnant les références utiles à sa vérifiabilité et en les liant à la section « Notes et références ».
Oudenbos est un hameau et une paroisse situés sur le territoire de la ville de Lokeren, dans la province de Flandre-Orientale. 

## Situaton
Le village est situé entre la N70, mieux connue sous le nom de Antwerpse Steenweg, et la Route européenne 17. Elle est également traversée par la ligne de chemin de fer entre Gand et Anvers, et par le Ledebeek (nl), qui se jette dans la Durme.
Oudenbos compte également deux réserves naturelles, à savoir "De Venne" et "De Meersakkers". Un autre lieu d'intérêt est la plus ancienne maison de Lokeren, datant de 1558. 
Le sentier de grande randonnée 122 le traverse.

## Histoire
L'histoire d'Oudenbos remonte aux années 1200 (elle est même mentionnée en 1106 lors de la construction du Gravensteen à Gand). À cette époque, il s'agissait d'une zone monastique, propriété de l'abbaye cistercienne de Notre-Dame des Bois, fondée ici en 1215. L'abbaye a déménagé à Heusden en 1246 et une ferme abbatiale est restée sur le site de fondation, qui s'appelait alors Oudenbos. La ferme et ses environs sont restés la propriété de l'abbaye jusqu'en 1797. La ferme actuelle, située sur la Nonnenbosweg, possède encore un noyau du XVIe siècle.
Dans les années 1920, Fernand Hanus (nl) a créé une usine de tissage à Lokeren. C'est l'une des origines du quartier d'Oudenbos. Près de l'usine, une église néo-romane, l'église Saint-Paul, un couvent, une école et des maisons ont été construits, un village avec toutes les commodités de l'époque. Les villas individuelles, en fait des maisons doubles sous le même toit, sont frappantes. Les logements des ouvriers ont été construits dans le style normand, en recherchant une apparence pittoresque et idéaliste. Dans le langage populaire, Oudenbos était surnommé "la petite Suisse". Fernand Hanus, qui est mort jeune et a inspiré ce nouveau quartier, n'a pas vécu pour le voir terminé, mais la rue principale a été baptisée Fernand Hanusdreef. Le quartier modèle a été conçu par l'architecte français Henri Jacquelin. 

## Galerie

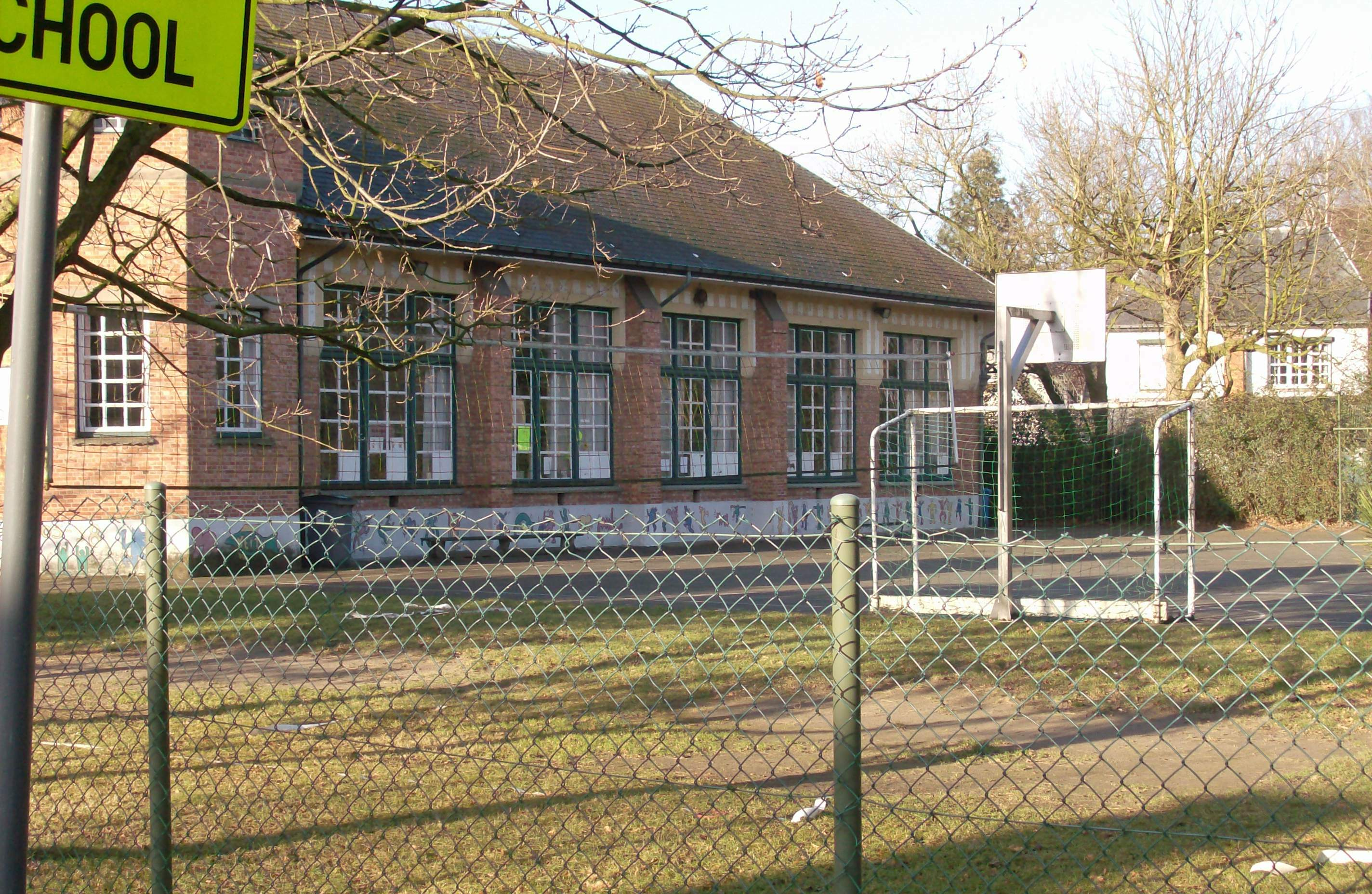
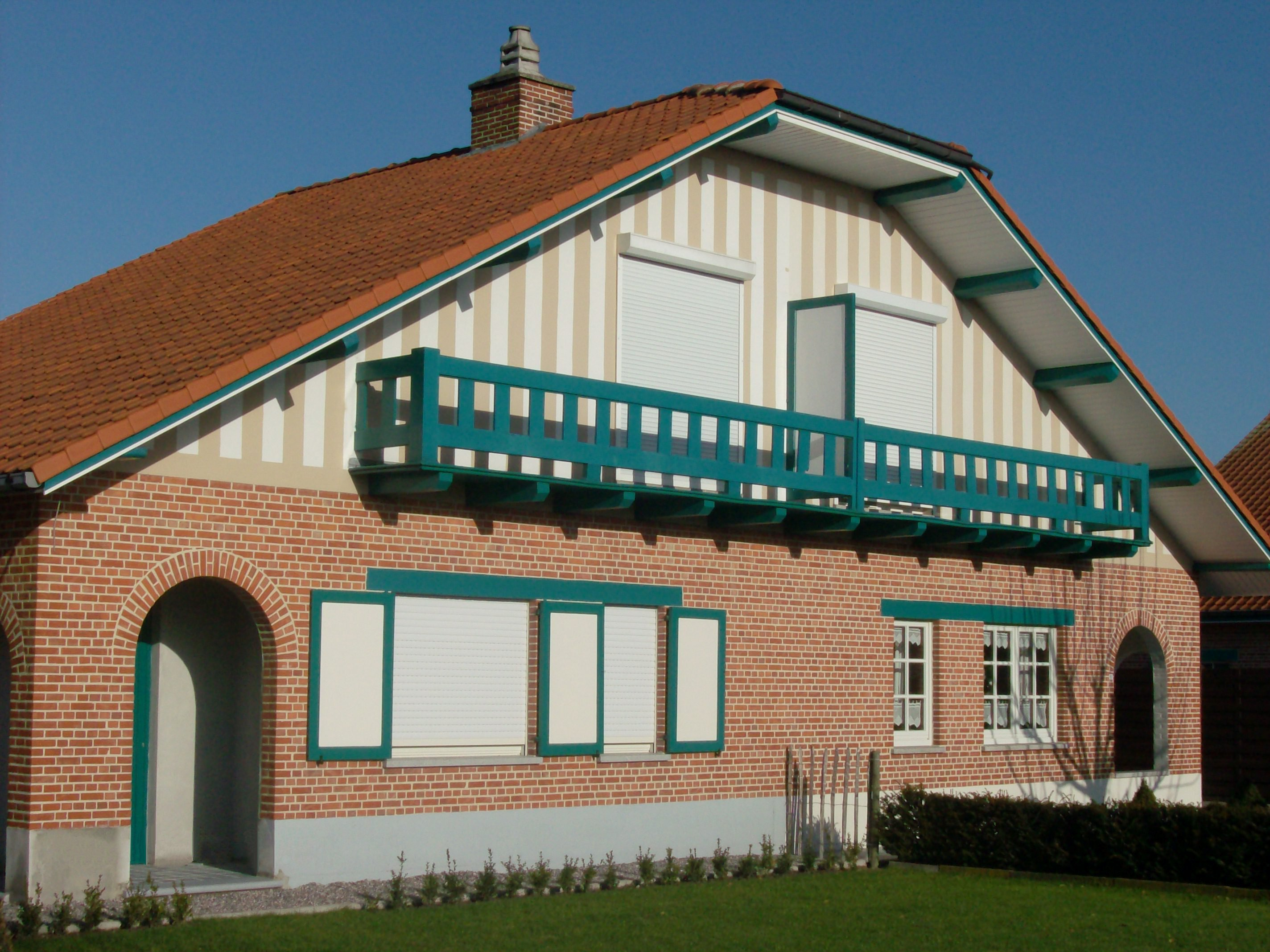